# 浮かれてマンデーナイト
『浮かれてマンデーナイト』（うかれてマンデーナイト）は、MBSラジオで2014年3月31日から毎週月曜日の22:00 - 翌3:00に編成していた生ワイド番組のレーベル。『笑い飯の月曜お楽しみアワー』と『八光・スマイルのおしゃべり親分』の2部構成（コンプレックス）で放送されていた。

## 概要
MBSラジオでは、2014年4月改編で深夜枠の番組構成を大幅に刷新。前月まで金曜日の22:00 - 翌0:30に放送されていた『笑い飯の金曜お楽しみアワー』と、木曜日に『ハンドレッドレディオ』の第1部として放送されていた『八光・スマイルのおしゃべり親分』を統合する格好で、当レーベルを創設した。
両番組ともパーソナリティ陣は全員続投。『笑い飯の金曜お楽しみアワー』については、放送曜日を変更したことから、『笑い飯の月曜お楽しみアワー』に改称している。

## 放送時間
いずれも毎週月曜日
- 第1部：笑い飯の月曜お楽しみアワー

22:00 - 翌0:30
- 第2部：八光・スマイルのおしゃべり親分

火曜日0:30 - 3:00（月曜深夜）

## パーソナリティ
第1部：笑い飯の月曜お楽しみアワー
- 笑い飯
- 彩羽真矢

第2部：八光・スマイルのおしゃべり親分
- 月亭八光
- スマイル
- 前田阿希子（毎日放送アナウンサー）
  - 当レーベルの開始と同時に、『ちちんぷいぷい』（MBSテレビ）の海外取材企画「リアル世界くん」のリポーターも兼務。当番組の放送日が海外取材と重なる場合には、『ハンドレッドレディオ』時代のアシスタント前任者・福田麻貴（つぼみの元メンバー）が代演する。